# Stólnik

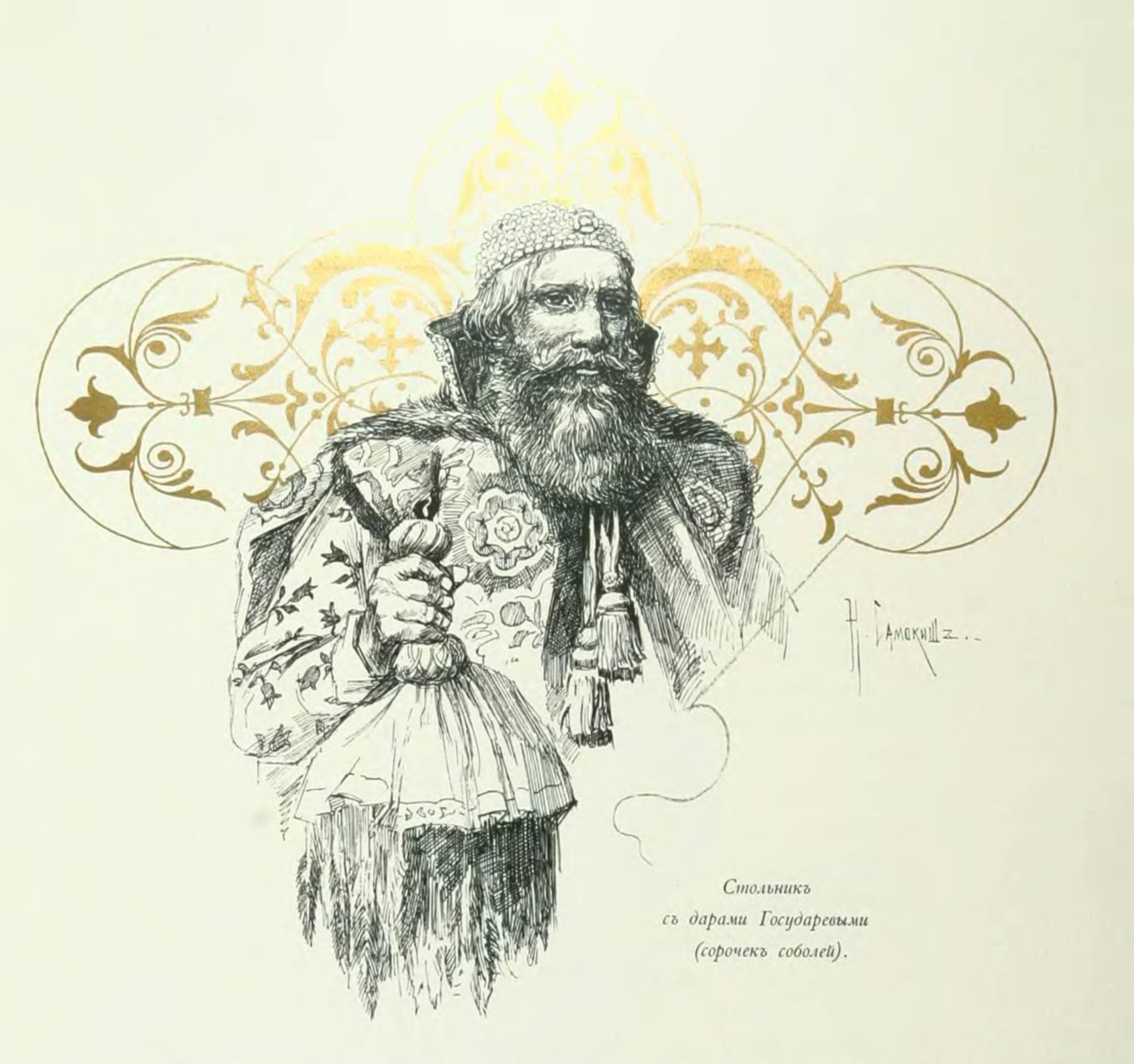
La caza gran ducal, real e imperial en Rusia.

Stólnik fue un cargo de la corte polaca y moscovita, responsable de servir en la mesa real.

## Stólnik en Polonia
En Polonia bajo los primeros duques y reyes Piast, este era un cargo de la corte. 
Desde el siglo XIV, fue un cargo honorífico en el Reino de Polonia y la Mancomunidad de Polonia-Lituania.
- Stolnik wielki koronny — Gran Despensero de la Corona.
- Stolnik wielki litewski — Gran Despensero de Lituania.
- Stolnik koronny — Despensero de la Corona.
- Stolnik litewski — Despensero de Lituania.
- Stolnik nadworny koronny — Despensero de la Corte de la Corona.

De acuerdo a la jerarquía de cargos de 1768, la posición de stólnik en la Corona de Polonia era superior a la de podczaszy e inferior a la de Juez de Distrito, mientras que en el Gran Ducado de Lituania era superior a la de podstoli e inferior a la de wojski.

## StólnikenMoscovia
Los stólnik son conocidos como sirvientes de palacio de los gobernantes rusos desde el siglo XII. En los siglos XVI y siglo XVII eran nobles jóvenes que llevaban los platos a la mesa del zar, cuidaban de su dormitorio y le acompañaban en sus viajes. La categoría más alta entre ellos eran los "stólniki de cámara" o "cercanos".
Los stólnik podían servir simultáneamente en el ministerio de asuntos exteriores o en el ejército. Eran los quintos en rango en la jerarquía de la burocracia moscovita, tras los boyardos, los okólnichi, los miembros nobles de la duma y los miembros diachi de la misma
A los stólnik se les vinculaba asimismo con las administraciones episcopales, ya que éstas eran oficinas similares que también se encontraban en la administración del gran príncipe o del zar. A modo de ejemplo, cabe anotar que encontramos etólnik en los registros arzobispales de Nóvgorod.